# 張縉 (成化己丑進士)
張縉（1442年—1524年），字朝用，號玉雪，山西太原府陽曲縣人，明朝政治人物。進士出身。

## 生平
天順六年（1462年）中式山西鄉試第二十六名舉人。成化五年（1469年）登乙丑科進士。知鈞州，丁母忧，服阕，補滄州，擢南京工部都水司郎中，出爲浙江杭州府知府，在任八年，弘治六年八月升山東布政司參政，同年秋黄河决口，辅助平江伯陳銳、都御史劉大夏治水有功，升通政司右通政，管理河道。十三年（1500年）八月，升任都察院右佥都御史、巡抚保定等府兼提督紫荆等关。十四年四月升右副都御史、巡抚宣府，十一月改任总督漕运兼巡抚凤阳等处都御史。
正德元年（1506年）五月，陞任戶部右侍郎，十二月轉左侍郎。官至南京戶部尚書。六年八月复任都察院右都御史、总督漕运兼巡抚凤阳等处地方。七次上章乞休，九年九月以南京户部尚書致仕。晚年居于滄州。嘉靖三年（1524年）六月卒，享年八十三。墓在今滄州張家墳村。

## 家族
曾祖張仲和，原为宝坻人，官太原路总管，始占籍阳曲。祖父張守益。父張能。
子張夏。